# Улица Генерала Кузнецова
У́лица Генера́ла Кузнецо́ва (название с 1995 года) — улица в Юго-Восточном административном округе города Москвы на территории района Выхино-Жулебино. Расположена между Новорязанским шоссе и Саранской улицей. Пересекается с улицами Маршала Полубоярова, Авиаконструктора Миля, Тарханской, Привольной и улицей Кирова (Люберцы).

## Происхождение названия
Названа 17 января 1995 года в честь генерала Василия Ивановича Кузнецова (1894—1964) — военачальника времён Великой Отечественной войны, Героя Советского Союза. Бывший проектируемый проезд № 725.

## Здания и сооружения
- В конце улицы на бульваре между основной дорогой и её дублёром, недалеко от пересечения с Привольной установлен бюст командарма Кузнецова. Бюст создан скульптором Постолом А. Г. и изготовлен на ПФ «Зодчий» в 2000 году. На постаменте выбита посвятительная надпись «Командарму генералу Кузнецову Василию Ивановичу».
- № 18 корп. 1 — Центр услуг связи «Люблинский-3» ОАО «МГТС»[4], бывший Люблинский телефонный узел

## Метро
Станция метро «Жулебино» Таганско-Краснопресненской линии.

## Транспорт[5]
Улица асфальтирована, движение по улице четырёхрядное, двухстороннее. От пересечения с улицей Авиаконструктора Миля до пересечения с улицей Маршала Полубоярова проходит дублёр
с двухсторонним, двухрядным движением.
- Остановка «Улица Генерала Кузнецова, 14»:

Автобус: № 177 — к станции метро «Выхино» по нечётной стороне и ко 2-му микрорайону Жулебино по чётной,
№ 669 — к станции метро «Выхино» по нечётной стороне и ко 2-му микрорайону Жулебино по чётной.
- Остановка «Улица Генерала Кузнецова — Инвестсбербанк»:

Автобус: № 177 — к станции метро «Выхино» по нечётной стороне и ко 2-му микрорайону Жулебино по чётной,
№ 669 — к станции метро «Выхино» по нечётной стороне и ко 2-му микрорайону Жулебино по чётной.
- Остановка «Улица Авиаконструктора Миля» (только на нечётной стороне улицы, одноимённая остановка при движении этих же маршрутов от метро, располагается непосредственно на улице Авиаконструктора Миля):

Автобус: № 177 — к станции метро «Выхино», № 669 — к станции метро «Выхино».
- Остановка «Улица Генерала Кузнецова» (только на чётной стороне улицы, одноимённая остановка при движении этих же маршрутов к метро, располагается на улице Авиаконструктора Миля):

Автобус: № 89 — ко 2-му микрорайону Жулебино, № 279 — к 6-му микрорайону Жулебино.
- Остановка «Улица Генерала Кузнецова, 25»:

Автобус: № 89 — к станции метро «Кузьминки» по нечётной стороне и ко 2-му микрорайону Жулебино по чётной, № 279 — к станции метро «Рязанский проспект» по нечётной стороне и к 6-му микрорайону Жулебино по чётной.
- Остановка «Привольная улица, 71» (только на нечётной стороне улице, одноимённая остановка при движении этих же маршрутов от метро, располагается на Привольной улице):

Автобус: № 89 — к станции метро «Кузьминки», № 279 — к станции метро «Рязанский проспект».